# Provinz Imbabura
Die Provinz Imbabura (span. Provincia de Imbabura) ist eine Provinz in Ecuador. Sie ist benannt nach dem Vulkan Imbabura und hat auf einer Fläche von rund 4800 km² etwa 470.000 Einwohner. Ihre Hauptstadt ist Ibarra.

## Geographie
Die Provinz Imbabura liegt in der nördlichen Andenregion Ecuadors. Die Provinz grenzt im Norden an die Provinzen Esmeraldas und Carchi, im Osten an die Provinzen Sucumbíos und Napo, im Süden an die Provinz Pichincha und im Westen wiederum an Esmeraldas.
Die Provinz wird auch „Seenprovinz“ oder „die blaue Provinz“ genannt, da über 400 Seen zu ihrem Naturerbe gehören. Die bekanntesten sind der am Fuß des Vulkan Imbabura gelegene Lago San Pablo, in dessen Nähe sich der Peguche-Wasserfall befindet, und der Kratersee Laguna de Cuicocha.
Neben dem Imbabura (4610 m) sind die Vulkane Cotacachi (4944 m) und Yanahurco de Piñán (4535 m) die höchsten Berge der Provinz.
Die Panamericana durchquert die Provinz von Norden nach Süden.

## Bevölkerung
Die Bevölkerung der Provinz besteht größtenteils aus Quichua-Indigenas und Mestizen. Im Chota-Tal (spanisch: Valle del Chota) an der Grenze zur Provinz Carchi liegen zahlreiche Siedlungen, die von Afroecuadorianern bewohnt werden.
Insbesondere die indigene Bevölkerung der Gegend um Otavalo ist für ihre kunsthandwerklichen Webarbeiten weltweit bekannt. Auch das Leder-Kunsthandwerk aus Cotacachi und die Holzschnitzereien aus San Antonio de Ibarra stehen in gutem Ruf.
Entwicklung der Einwohnerzahl der Provinz Imbabura bei landesweiten Volkszählungen zum jeweiligen Gebietsstand:
| Jahr                    | Einwohner | +/-    |
| ----------------------- | --------- | ------ |
| 1950                    | 146.893   | –      |
| 1962                    | 174.039   | 18,5 % |
| 1974                    | 216.027   | 24,1 % |
| 1982                    | 247.287   | 14,5 % |
| 1990                    | 265.499   | 7,4 %  |
| 2001                    | 344.044   | 29,6 % |
| 2010                    | 398.244   | 15,8 % |
| 2022                    | 469.879   | 18 %   |
| Datenherkunft: Wikidata |           |        |

## Kantone

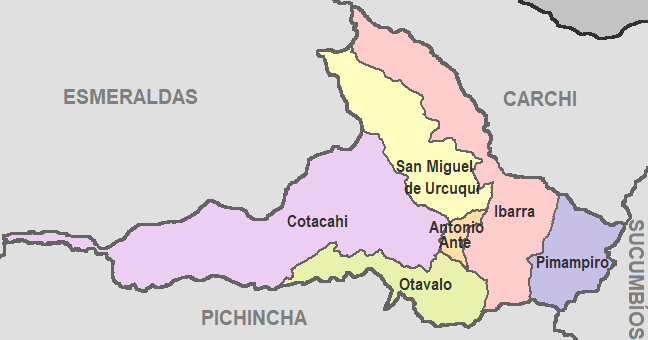
Lage der Kantone

Die Provinz Imbabura ist in sechs Kantone unterteilt. Diese sind (in der Reihenfolge ihrer Einrichtung):
| Name                  | Hauptort  | Einwohner 2022 | Einwohner 2010 | Fläche [km²] | Bev.-Dichte [Ew./km²] | Gründung |
| --------------------- | --------- | -------------- | -------------- | ------------ | --------------------- | -------- |
| Ibarra                | Ibarra    | 217.469        | 181.175        | 1.139        | 191                   | 1824     |
| Otavalo               | Otavalo   | 114.303        | 104.874        | 531          | 215                   | 1824     |
| Cotacachi             | Cotacachi | 53.001         | 40.036         | 1.865        | 28                    | 1861     |
| Antonio Ante          | Atuntaqui | 53.771         | 43.518         | 80           | 673                   | 1938     |
| Pimampiro             | Pimampiro | 13.366         | 12.970         | 440          | 30                    | 1981     |
| San Miguel de Urcuquí | Urcuquí   | 17.969         | 15.671         | 736          | 24                    | 1984     |